# Liste der Kulturdenkmäler in Mainz-Neustadt
In der Liste der Kulturdenkmäler in Mainz-Neustadt sind alle Kulturdenkmäler im Ortsbezirk Neustadt der rheinland-pfälzischen Stadt Mainz aufgeführt. Grundlage ist die Denkmalliste des Landes Rheinland-Pfalz (Stand: 5. Dezember 2023).

## Denkmalzonen
| Bezeichnung                              | Lage | Baujahr   | Beschreibung | Bild                           |
| ---------------------------------------- | --- | --------- | --- | ------------------------------ |
| Denkmalzone Bahnhofplatz                 | Bahnhofplatz 1, 4, 8, Bahnhofstraße 14, 15, 17, Schottstraße 1, 3/5 Lage | 1884      | halbkreisförmige Platzanlage vor dem Empfangsgebäude des Hauptbahnhofs mit dem Ansatz der fünf strahlenförmig davon abgehenden Straßen und Teilen der Randbebauung, bis 1884 als repräsentativer Stadteingang mit Hotel- und Restaurationsbetrieben angelegt, für den Städtebau des 19. Jahrhunderts typische Platzform | weitere Bilder Fotos hochladen |
| Denkmalzone Bismarckplatz                | Bismarckplatz 2, 4/6, Barbarossaring 8/10, 12/14, Holsteinstraße 1, 3, 5, Kaiser-Karl-Ring 1–15, 2–8, 18 Kreißigstraße 9–19, 36, 40–44, Moltkestraße 7–15, 12/14, Moselstraße 1, 2, 3, 4, Richard-Wagner-Straße 1–15, 2–6, Woynastraße 1, 3, 2–6 Lage                                                                                              | um 1890   | am nördlichen Rand der Neustadt bei der Zufahrt zum Schlacht- und Viehhof gelegener Platz mit strahlenförmigen Zufahrtsstraßen, der anfangs nur zögerlich bebaut wurde, dementsprechend die geschlossene überwiegend fünfgeschossige Blockrandbebauung nur mit einigen Wohnhäusern aus der Zeit um 1890 bebaut, die übrigen Blocks von Reichsvermögensamt, Städtischem Hochbauamt und der Gesellschaft für die Errichtung von Kleinwohnungen in den 1920er Jahren errichtet, Zeugnis der Sozial- und der Stadtbaugeschichte der Stadt Mainz | Fotos hochladen                |
| Denkmalzone Feldbergplatz                | Feldbergplatz 1–15 und 4–10, Am Zollhafen 2–12, Frauenlobstraße 93–97, Hafenstraße 1–23 und 2–20, Rheinallee 40, 42 und 44, Taunusstraße 25–53 (ungerade Nummern) Lage | ab 1887   | Bebauung der Ufererweiterung zwischen Frauenlobstraße und Zollhafen, ab 1887 bis in die ersten Jahre des 20. Jahrhunderts, mit blockrandbegleitenden Wohnhäusern, öffentlichen Gebäuden (Schulen, Chemische Untersuchungsanstalt) und dem südlichen Rand der Zollhafenbauten | Fotos hochladen                |
| Denkmalzone Gartenfeldplatz              | Gartenfeldplatz 1–12, Kurfürstenstraße 10 Lage | ab 1875   | Platzanlage des Historismus mit der zuführenden Straße, die Bebauung begann direkt mit der Anlage der Neustadt ab 1875, geschlossenen Platzwand aus zwei- bis fünfgeschossigen Wohnbauten, von besonderer stadtgeschichtlicher und städtebaulicher Bedeutung | weitere Bilder Fotos hochladen |
| Denkmalzone ehemaliges Neues Proviantamt | Rheinallee 111 Lage | nach 1900 | von der einen gesamten Baublock einnehmenden Anlage des ehemaligen Proviantamtes zur Versorgung der Garnison erhalten die Bäckerei und das Mehlmagazin (Backsteinbauten, Bäckerei mit vier turmartigen Eckbauten mit Zeltdächern), die Gebäude des Hafermagazins und des Dienstwohngebäudes nur in Resten erhalten, nach 1900 nach Plänen des Militär-Bauamts, Zeugnis der Militärgeschichte von Mainz | Fotos hochladen                |
| Denkmalzone Peter-Cornelius-Platz        | Peter-Cornelius-Platz 2–12 (gerade Nummern), Barbarossaring 1, Colmarstraße 3, 6, 8, 9, 10, 11, 13, 15, Goethestraße 1–5, Kaiser-Wilhelm-Ring 63–89 (ungerade Nummern), 72–82 (gerade Nummern), Nackstraße 50–56 (gerade Nummern), 57/59, Pankratiusstraße 24/24A, 26, 28, 30, 40/42, 44, Uhlandstraße 1, 1A, 2–5, 10, 12, 14, Werderstraße 2 Lage | um 1905   | dreieckige Platzanlage mit den anschließenden Straßen, um 1905 errichtete durchgehend fünfgeschossige Blockrandbebauung mit Wohn- und Geschäftshäusern in späthistoristischer Gestaltung, meist aus rotem und gelbem Backstein mit Sandsteingliederungen, mehrgeschossige Kastenerker; anschauliches Bild einer zeittypischen Platzgestaltung | Fotos hochladen                |
| Denkmalzone Zoll- und Binnenhafen        | Am Zollhafen 3, Rheinallee, Taunusstraße 59/61 Lage |           | südlicher Bereich des zwischen 1882 und 1887 angelegten Zoll- und Binnenhafens; mit Hafenbecken und Rheinzufahrt, schmiedeeiserne Zaunanlage entlang der Rheinallee, bauzeitliche Kaimauern und Treppenanlagen von Hafenbecken und Mole, Reste der Schienenanlagen der Hafenbahn; Kran und Kranbahn (an Taunusstraße 59/61) sowie am Zollhafen 3 sind Bestandteil der Denkmalzone | weitere Bilder Fotos hochladen |

## Einzeldenkmäler
| Bezeichnung                                        | Lage                                                                                   | Baujahr   | Beschreibung | Bild                           |
| -------------------------------------------------- | -------------------------------------------------------------------------------------- | --------- | --- | ------------------------------ |
| Ehrenmal                                           | 117er Ehrenhof Lage                                                                    | 1933      | Ehrenmal für das „Infanterie-Leib-Regiment „Großherzogin“ (3. Großherzoglich Hessisches) Nr. 117“; Platzanlage mit Wasserbecken und Sandsteinmauer, Spolie mit Inschrifttafel, 1933, Architekten Preis und Kreppel, Bronzelöwe von Carl Hoffmann; Ehrenmal für die Gefallenen der 263. Infanterie-Division, Stele, 1961; bauliche Gesamtanlage | weitere Bilder Fotos hochladen |
| Rabanus-Maurus-Gymnasium                           | 117er Ehrenhof 2 Lage                                                                  | 1886–89   | Schulgebäude des Rabanus-Maurus-Gymnasiums; schlossartige neubarocke Dreiflügelanlage, 1886–89 nach Plänen des Großherzoglichen Kreisbauamtes | weitere Bilder Fotos hochladen |
| Wohnhaus                                           | Adam-Karrillon-Straße 5 Lage                                                           | 1881      | viergeschossiger sandsteingegliederter Backsteinkubus mit dreigeschossigem Anbau, Neurenaissance, 1881, Architekt Jacob Prestel | Fotos hochladen                |
| Wohnhaus                                           | Adam-Karrillon-Straße 13 Lage                                                          | 1885      | dreigeschossiges Wohnhaus, vorspringender Eckbaukörper mit Kuppeldach, Neurenaissance, 1885, Baufirma Zulehner & Cie. | Fotos hochladen                |
| Pflasterband                                       | Adam-Karrillon-Straße, vor Nr. 23 Lage                                                 |           | in den Bürgersteig eingelassenes halbrundes dunkles Pflasterband um ein weißes Pflastersteinfeld zum Gedenken an den Tod einer Frau durch einen Luftangriff 1918 | Fotos hochladen                |
| Wohnhaus                                           | Adam-Karrillon-Straße 31 Lage                                                          | 1896      | fünfgeschossiges Zeilenwohnhaus mit gotisierender Back-Sandsteinfassade, dreigeschossigem Standerker, 1896, Architekten Clemens und Peter Gustav Rühl | Fotos hochladen                |
| Wohnhaus                                           | Adam-Karrillon-Straße 34 Lage                                                          | 1883      | späthistoristisches Einfamilienhaus mit ausgebauten Mansarddach, 1883, Architekt Johann Hessel | weitere Bilder Fotos hochladen |
| Frauenlob-Gymnasium                                | Adam-Karrillon-Straße 35 Lage                                                          | 1904–06   | ehemalige Oberreal- und Höhere Handelsschule, mächtiger Eckbau, Giebelrisalit mit Laube, Neurenaissance, 1904–06, Architekt Adolf Gelius | Fotos hochladen                |
| Wohnhaus                                           | Adam-Karrillon-Straße 58 Lage                                                          | 1902      | fünfgeschossiges (heute sechs) späthistoristisches Zeilenwohnhaus, Jugendstilformen, 1902, Architekt Reinhold Weisse | Fotos hochladen                |
| Wohnhaus                                           | Adam-Karrillon-Straße 64 Lage                                                          | 1901      | fünfgeschossiges späthistoristisches Zeilenwohnhaus, 1901, Architekt Oscar Hauswald | Fotos hochladen                |
| Wohnhaus                                           | Adam-Karrillon-Straße 70 Lage                                                          | 1899      | viergeschossiges späthistoristisches Eckwohnhaus mit Mansarddach, 1899, Architekt Adam Roedler | Fotos hochladen                |
| Infanteriemauer                                    | Am Zoll- und Binnenhafen Lage                                                          | 1881      | Teil der rheinseitigen Befestigungsanlagen; zwei Sandsteinquader-Mauerzüge, 1881, Architekt Eduard Kreyßig | Fotos hochladen                |
| Kunsthalle Mainz                                   | Am Zollhafen 3 Lage                                                                    | 1887      | ehemaliges Maschinen- und Kesselhaus des Hafens; langgestreckter eingeschossiger Backsteinbau mit turmartigem Mittelbau, 1887, Architekt Eduard Kreyßig | weitere Bilder Fotos hochladen |
| Wohn- und Geschäftshaus                            | Am Zollhafen 8 Lage                                                                    | 1887      | ehemaliges Wohngebäude mit Restauration; anspruchsvolles späthistoristisches Wohn- und Geschäftshaus, 1887, Architekten Schumacher und Greiner | Fotos hochladen                |
| Wohnhaus                                           | Am Zollhafen 10 Lage                                                                   | um 1890   | stattliches viergeschossiges Zeilen-Eckwohnhaus mit ausgebautem Mansarddach, Neurenaissance, um 1890 | Fotos hochladen                |
| Portal                                             | Am Zollhafen, an Nr. 12 Lage                                                           | 1905      | ehemals Chemisches Untersuchungsamt für die Provinz Rheinhessen; barockisierende Portalrahmung am wiederaufgebauten, gleichwohl straßenbildmitprägenden Gebäude, 1905 | weitere Bilder Fotos hochladen |
| Reinigungs- und Regenerierungsgebäude des Gaswerks | An der Alten Allee 7 Lage                                                              | 1899      | ehemaliges Reinigungs- und Regenerierungsgebäude des Gaswerks auf der Ingelheimer Aue; zweieinhalbgeschossiger basilikaartiger Klinkerbau, 1899, Architekt Adolf Gelius | BW                             |
| Historische Lichtreklame Erdal-Frosch              | An der Kaiserbrücke, zu Nr. 1–3 Lage                                                   | 1918      | Froschskulptur, Kunststoff-Hohlkörper, 1960 nach dem Vorbild des 1945 zerstörten Betonvorgängers, auf dem ursprünglichen Turmunterbau von 1918 | Fotos hochladen                |
| Hauptbahnhof                                       | Bahnhofplatz 1 Lage                                                                    | 1876–84   | Empfangsgebäude bestehend aus überhöhtem Mittelbau mit plastischem Dekor, niedrigeren Flügelbauten und Eckpavillons, 1876–84, Architekt Philipp Johann Berdellé; Bahnsteighalle, Stahlbinderkonstruktion mit verglasten Paralleldächern, 1939                                                                                                  | weitere Bilder Fotos hochladen |
| Wohn- und Geschäftshaus                            | Bahnhofplatz 4, Bahnhofstraße 14 Lage                                                  | 1883      | repräsentatives späthistoristisches Wohn- und Geschäftshaus mit Mansarddach, 1883, Architekt Rudolf Opfermann, 1885 verlängert; platzbildprägend | Fotos hochladen                |
| Hotel Pfeil und Continental                        | Bahnhofstraße 15, Parcusstraße 7 Lage                                                  | 1893      | stattlicher Eckbau, Neurenaissance, bezeichnet 1893 | Fotos hochladen                |
| Taunus-Hotel                                       | Bahnhofstraße 17 Lage                                                                  | 1887      | ehemaliges Taunus-Hotel; stattlicher neubarocker Hotelbau, 1887, Architekt Conrad Jacoby | Fotos hochladen                |
| Wohnblock                                          | Barbarossaring 17, Barbarossastraße 4 Lage                                             | 1926/27   | sechsgeschossiger Wohnblock, Backsteinbau auf vorspringendem Erdgeschoss, 1926/27 | Fotos hochladen                |
| Wohnhaus                                           | Barbarossaring 43 Lage                                                                 | um 1905   | fünfgeschossiges Zeilenwohnhaus, Anklänge an den Heimatstil, um 1905 | Fotos hochladen                |
| Wohnblock                                          | Bismarckplatz 4/6, Kreyßigstraße 9, Moltkestraße 12/14, Richard-Wagner-Straße 2–6 Lage | 1925–27   | Wohnblock mit abgesetztem Erd- und Obergeschoss, stirnseitig Standerker mit Putzornament, 1925–27, Architekten Schütz & Dyrauf | weitere Bilder Fotos hochladen |
| Wohnhaus                                           | Bonifaziusplatz 10 Lage                                                                | 1894      | fünfgeschossiger Putzbau mit neubarocker Fassade, 1894, Architekt Oscar Hauswald | Fotos hochladen                |
| Wohnhaus                                           | Boppstraße 1 Lage                                                                      | 1894      | fünfgeschossiger Putzbau mit neubarocker Putzfassade, 1894, Architekt Oscar Hauswald | Fotos hochladen                |
| Wohnhaus                                           | Boppstraße 9 Lage                                                                      | 1890      | viergeschossiger Eckbau mit Back- und Sandsteinfassade, 1890, Architekten Zulehner & Cie. | Fotos hochladen                |
| Wohnhaus                                           | Boppstraße 25 Lage                                                                     | 1900      | viergeschossiges Zeilenwohnhaus, reicher neugotischer und Jugendstil-Dekor, bezeichnet 1900 | Fotos hochladen                |
| Wohnhaus                                           | Boppstraße 64 Lage                                                                     | 1903      | fünfgeschossiges Zeilenwohnhaus, neugotischer Dekor mit Jugendstil-Einflüssen, 1903, Architekt Peter Scheuren | Fotos hochladen                |
| Wohnhaus                                           | Boppstraße 70 Lage                                                                     | 1902      | fünfgeschossiges Zeilenwohnhaus, neugotische Formen, teilweise Zierfachwerk, 1902, Architekt Reinhold Weisse | Fotos hochladen                |
| Wohnhaus                                           | Boppstraße 72 Lage                                                                     | 1902      | fünfgeschossiges Eckwohnhaus, reiche neugotische Formen, teilweise Zierfachwerk, 1902, Architekt Reinhold Weisse | Fotos hochladen                |
| Wohnhaus                                           | Colmarstraße 3 Lage                                                                    | um 1910   | dreiachsiges fünfgeschossiges Wohnhaus, sandsteingegliederter Putzbau, Jugendstilmotive, um 1910 | Fotos hochladen                |
| Wohnhaus                                           | Colmarstraße 6 Lage                                                                    | 1905      | sechsgeschossiges Zeilenwohnhaus mit asymmetrisch gestalteter Putzfassade, 1905, Architekt Franz Gill | Fotos hochladen                |
| Wohnhaus                                           | Colmarstraße 9 Lage                                                                    | 1903      | fünfgeschossiges Wohnhaus, 1903, Architekt Reinhold Weisse, sandsteingegliederte Putzfassade | Fotos hochladen                |
| Wohnhaus                                           | Colmarstraße 11 Lage                                                                   | 1903      | fünfgeschossiges Wohnhaus, 1903, Architekt Reinhold Weisse, sandsteingegliederte Backsteinfassade | Fotos hochladen                |
| Wohnhaus                                           | Colmarstraße 12 Lage                                                                   | 1910      | Zeilenwohnhaus mit dreifach gestufter Fassade, 1910, Architekt Georg Bayer | Fotos hochladen                |
| Wohnhaus                                           | Colmarstraße 14 Lage                                                                   | 1908      | Zeilenwohnhaus mit lisenengerahmter Fassade, teilweise Jugendstil-Dekor, 1908, Architekt Emil Dyrauf | Fotos hochladen                |
| Feldbergschule                                     | Feldbergplatz 4 Lage                                                                   | um 1900   | repräsentativer viergeschossiger Putzbau, Seitenrisalite mit Giebelaufsätzen, Neurenaissance, Turnhalle im Schulhof, kleiner Backsteinbau, um 1900 nach Plänen des Stadthochbauamtes | Fotos hochladen                |
| Wohnhaus                                           | Feldbergplatz 4a Lage                                                                  | 1905      | fünfgeschossiges Jugendstil-Eckwohnhaus mit Souterrain, 1905, Architekt Peter Scheuren | Fotos hochladen                |
| Portal                                             | Feldbergplatz 7 Lage                                                                   | um 1900   | reiches Oberlichtportal mit gotischen, Renaissance- und Jugendstilformen, um 1900, am 1959 aufgestockten Wohnhaus mit ausgebautem Mansarddach | Fotos hochladen                |
| Wohnhäuser                                         | Feldbergstraße 1, Neckarstraße 2 Lage                                                  | 1902      | einheitlich gestalteter Block mit Kastenerkern und polygonalem Eckerker, 1902, Architekten Gebrüder Mertes | Fotos hochladen                |
| Wohnhaus                                           | Feldbergstraße 9 Lage                                                                  | 1901      | fünfgeschossiges Zeilenwohnhaus mit Sandstein-, Putz- und Backsteinfassade, 1901, Architekten Gebrüder Mertes | Fotos hochladen                |
| Wohnhaus                                           | Feldbergstraße 9a Lage                                                                 | 1907      | fünfgeschossiges späthistoristisches Zeilenwohnhaus, 1907, Architekt Reinhold Weisse | Fotos hochladen                |
| Wohnhaus                                           | Feldbergstraße 16 Lage                                                                 | 1896      | fünfgeschossiger späthistoristischer Klinkerbau, 1896, Architekt Franz Suder; straßenbildprägend | Fotos hochladen                |
| Wohnhaus                                           | Feldbergstraße 23 Lage                                                                 | 1881      | anspruchsvolles viergeschossiges Eckwohnhaus mit symmetrischen Fassaden und betonter Ecke, 1881, Wintergarten in Glas-Eisenkonstruktion, 1906 | Fotos hochladen                |
| Wohnhaus                                           | Forsterstraße 13 Lage                                                                  | 1897/1898 | viergeschossiges Wohnhaus, Klinkerfassade mit Sandsteingliederung, einfache Neorenaissanceformen, 1897/1898 für Bauunternehmer Oscar Hauswald | Fotos hochladen                |
| Wohn- und Geschäftshaus                            | Frauenlobstraße 26 Lage                                                                | 1899      | erbaut als „Polizeistation nebst Spritzenmagazin für den V. Bezirk“; dreigeschossiger Putzbau mit repräsentativer Fassade, 1899, Architekt Eduard Kreyßig | Fotos hochladen                |
| Fassade                                            | Frauenlobstraße 53 Lage                                                                | um 1900   | Erdgeschoss und Teile des Obergeschosses enthalten reichen neugotischen und Jugendstil-Dekor, um 1900 | Fotos hochladen                |
| Wohnhaus                                           | Frauenlobstraße 68 Lage                                                                | 1883      | dreigeschossiges (später aufgestocktes) Zeilenwohnhaus mit kräftig gegliederter Fassade, 1883, Architekt Friedrich Groh | Fotos hochladen                |
| Wohnhaus                                           | Frauenlobstraße 95 Lage                                                                | 1888      | Backsteinkubus mit Mansarddach, Neurenaissanceformen, 1888, Architekt Georg Gerlinger | Fotos hochladen                |
| Wohnhaus                                           | Frauenlobstraße 97 Lage                                                                | 1888      | repräsentatives dreigeschossiges Mietshaus mit ausgebautem Mansarddach, Renaissance- und manieristische Formen, 1888, Architekt Wilhelm Ludwig | Fotos hochladen                |
| Wohnhaus                                           | Gartenfeldplatz 3 Lage                                                                 | 1884      | kleines Wohnhaus mit reich dekorierter Eingangsachse, 1884, Architekt Jacob Prestel | Fotos hochladen                |
| Wohnhaus                                           | Gartenfeldplatz 5 Lage                                                                 | 1884      | dreigeschossiges späthistoristisches Wohnhaus, 1884, Architekt Jacob Prestel, 1902 Erweiterung und Aufstockung | Fotos hochladen                |
| Wohn- und Geschäftshaus                            | Gartenfeldplatz 7 Lage                                                                 | 1902      | fünfgeschossiges Wohn- und Geschäftshaus, neugotische Formen, 1902, Architekt Johann Schreyer | Fotos hochladen                |
| Wohnhaus                                           | Gartenfeldplatz 8 Lage                                                                 | 1904      | fünfgeschossiger Jugendstilbau, 1904, Architekt Peter Scheuren | Fotos hochladen                |
| Wohnhaus                                           | Gartenfeldplatz 10 Lage                                                                | 1904      | fünfgeschossiges Wohnhaus mit sandsteingegliederter Backsteinfassade, 1904, Architekt Carl Martin Wirth, im Hof eingeschossige Ateliers, Holzbauten mit Glasoberlicht, 1905 | Fotos hochladen                |
| Wanddekoration                                     | Gartenfeldstraße, zu Nr. 2 Lage                                                        | 1914      | bossierte Wanddekoration: Ädikula und Relief, ursprünglich zum Garten von Kaiserstraße 23 gehörend, 1914, Architekt Clemens Rühl | BW                             |
| Wohnhaus                                           | Gartenfeldstraße 3 Lage                                                                | 1878      | dreieinhalbgeschossiges Wohnhaus mit klassizistisch geprägter Fassade, 1878, Architekt Johann Hessel | Fotos hochladen                |
| Wohnhaus                                           | Gartenfeldstraße 6 Lage                                                                | 1885      | viergeschossiges Wohnhaus, Neurenaissance, 1885, Architekt Zulehner & Cie. | Fotos hochladen                |
| Wohn- und Geschäftshaus                            | Gartenfeldstraße 9 Lage                                                                | 1891      | viergeschossiges Eckwohnhaus mit Mansarddach, 1891, Architekt Carl Martin Wirth | Fotos hochladen                |
| Wohn- und Geschäftshaus                            | Gartenfeldstraße 10 Lage                                                               | 1894      | viergeschossiges Eckwohnhaus, Backsteinbau mit Mansarddach, Neurenaissance, 1894, Architekt Oscar Hauswald | Fotos hochladen                |
| Wohnhaus                                           | Gartenfeldstraße 16 Lage                                                               | 1882      | viergeschossiges Zeilenwohnhaus mit klassizistisch geprägter Fassade, 1882, Architekt Peter Gustav Rühl | Fotos hochladen                |
| Wohn- und Geschäftshaus                            | Gartenfeldstraße 20 Lage                                                               | 1875      | viergeschossiger Putzbau, 1875, Architekt Friedrich Tetzloff, Ladeneinbau 1889, Gastwirtschaft 1905 | Fotos hochladen                |
| Wohn- und Geschäftshaus                            | Gartenfeldstraße 22 Lage                                                               | 1876      | viergeschossiges Eckwohn- und Geschäftshaus mit Mansarddach, 1876, Architekt Peter Gustav Rühl | Fotos hochladen                |
| Kaiserbrücke                                       | Gaßnerallee Lage                                                                       | 1900–04   | Eisenkonstruktion von der Brückenbauanstalt Gustavsburg, neuromanische Brückenköpfe von Franz Heinrich Schwechten, Berlin, 1900–04; erhalten zwei Unterbögen des Mainzer Brückenkopfes sowie einige Reliefs von Bildhauer Riegelmann | weitere Bilder Fotos hochladen |
| Alicekaserne                                       | Goethestraße 7, Barbarossaring 2–4 Lage                                                | 1902      | Teile der ehemaligen Alicekaserne; Goethestraße 7: Gartenfassade und -treppe der Offiziersspeiseanstalt, 1902; Barbarossaring 2–4: Reste des ehemaligen Familienwohnhauses, ursprünglich symmetrischer Putzbau mit Mitteltrakt und Seitenflügeln                                                                                               | weitere Bilder Fotos hochladen |
| Wohnblock                                          | Goethestraße 37/39, Kreyßigstraße 2–8 Lage                                             | 1926/27   | fünfgeschossiger Winkelbau auf kunststeingegliedertem, backsteinverkleidetem Erdgeschoss, übereckgestellte Erker sowie Eckerker, 1926/27 nach Plänen des städtischen Hochbauamtes | Fotos hochladen                |
| Wohnhaus                                           | Hafenstraße 4 Lage                                                                     | 1903      | viergeschossiges Wohnhaus mit asymmetrischer Dachzone, neugotische und manieristische Formen, 1903, Architekten Gebrüder Mertes | Fotos hochladen                |
| Eichamt                                            | Hafenstraße 6 Lage                                                                     | 1903      | ehemaliges Direktorenwohnhaus der Hebammenlehranstalt; villenartiges Eckwohnhaus mit Treppenturm und bewegter Dachlandschaft, 1903, Vorentwurf vom Geheimen Oberbaurat Klingelhöffer, Darmstadt, nach Plänen des Großherzoglichen Hochbauamtes Mainz                                                                                           | Fotos hochladen                |
| Wohnhaus                                           | Hafenstraße 15 Lage                                                                    | um 1900   | viergeschossiges Zeilenwohnhaus mit Mansarddach, um 1900, Nr. 17 mit reichem Dekor in Schmiedeeisen | Fotos hochladen                |
| Portal                                             | Hafenstraße, an Nr. 16 Lage                                                            |           | übergiebelter Eingang mit geschweiftem Oberlicht | Fotos hochladen                |
| Wohnhaus                                           | Hafenstraße 17 Lage                                                                    | um 1900   | viergeschossiges Zeilenwohnhaus mit Mansarddach, um 1900, mit reichem Dekor in Schmiedeeisen | Fotos hochladen                |
| Wohnhaus                                           | Hafenstraße 17a Lage                                                                   | 1904      | fünfgeschossiges Wohnhaus, „Zopfstil“-Formen, 1904, Architekt Philipp Krebs; bauzeitliche Garteneinfriedung | Fotos hochladen                |
| Brücken                                            | Hattenbergstraße Lage                                                                  | 1904      | zwei Betonbogenbrücken mit Eisengeländer, Jugendstilmotive, 1904 | weitere Bilder Fotos hochladen |
| Wohnhaus                                           | Hindenburgstraße 10/12 Lage                                                            | 1899      | spiegelsymmetrisches Doppelhaus mit ausgebautem Mansarddach, neugotische, Renaissance- und Jugendstilformen, 1899, Architekt Reinhold Weisse; bauzeitliche Garteneinfriedung | Fotos hochladen                |
| Wohnhaus                                           | Hindenburgstraße 13 Lage                                                               | 1899      | repräsentatives viergeschossiges Mietshaus, 1899 | Fotos hochladen                |
| Wohnhaus                                           | Hindenburgstraße 23/25 Lage                                                            | 1903      | fünfgeschossiges Doppelhaus, reicher Jugendstildekor, 1903, Architekt Peter Scheuren | Fotos hochladen                |
| Wohnhaus                                           | Hindenburgstraße 26 Lage                                                               | 1904      | fünfgeschossiges Zeilenwohnhaus, Jugendstildekor, 1904, Architekt Carl Strebel | Fotos hochladen                |
| Wohnhaus                                           | Hindenburgstraße 28, Kurfürstenstraße 36 Lage                                          | 1904      | fünfgeschossiges Eckhaus mit aufwändiger Hauptfassade, Nachbarhaus schlichter, 1904, Architekt Wilhelm Hahn | Fotos hochladen                |
| Wohnanlage                                         | Hindenburgstraße 43–49, Josefstraße 39a, Lessingstraße 22 Lage                         | 1921      | ehemalige „Wohnhäuser zur Unterbringung von Offiziers- und Beamtenfamilien der Besatzung“; monumentale, ursprünglich viergeschossige Wohnanlage mit repräsentativer Hauptfassade, 1921, Architekt Peter Gustav Rühl | Fotos hochladen                |
| Wohn- und Geschäftshaus                            | Hindenburgstraße 51 Lage                                                               | 1909      | fünfgeschossiger Putzbau, reich dekorierte Kastenerker, 1909, Architekt Emil Dyrauf | Fotos hochladen                |
| Wohn- und Geschäftshaus                            | Hohenstaufenstraße 7 Lage                                                              | um 1905   | fünfgeschossiges Eckhaus, gotisierende Formen, um 1905; straßenbildprägend | Fotos hochladen                |
| Wohn- und Geschäftshaus                            | Illstraße 14 Lage                                                                      | 1894      | repräsentatives viergeschossiges Eckhaus, Neurenaissance, 1894, Architekt Philipp Noll | Fotos hochladen                |
| Wohnhaus                                           | Jakob-Dieterich-Straße 1 Lage                                                          | 1909      | fünfgeschossiges sandsteingegliedertes Zeilenwohnhaus, 1909, Architekt Johann Schreyer | Fotos hochladen                |
| Wohnhaus                                           | Josefsstraße 12 Lage                                                                   | 1901      | fünfgeschossiges Wohnhaus mit üppigem Fassadendekor, 1901, Architekt Heinrich Roos | weitere Bilder Fotos hochladen |
| Wohnhaus                                           | Josefsstraße 14 Lage                                                                   | 1903      | fünfgeschossiges Wohnhaus mit asymmetrischer Fassadengestaltung, 1903, Architekt Heinrich Gaul | Fotos hochladen                |
| Katholische Pfarrkirche St. Joseph                 | Josefsstraße 78 Lage                                                                   | 1956      | Backsteinbau auf ellipsenförmigem Grundriss, 1956, Architekt Hugo Becker | weitere Bilder Fotos hochladen |
| Wohn- und Geschäftshaus                            | Kaiser-Karl-Ring 6a Lage                                                               | 1927      | fünfgeschossiges Wohn- und Geschäftshaus, Backsteinfassade unter expressionistischem Einfluss, 1927, Architekt Martin Fass | Fotos hochladen                |
| Wohnhaus                                           | Kaiser-Karl-Ring 7/9 Lage                                                              | 1906      | spiegelsymmetrisches Doppelhaus, 1906, von Philipp Häfner begonnen, vollendet von Heinrich Gaul | Fotos hochladen                |
| Wohnhaus                                           | Kaiser-Karl-Ring 11 Lage                                                               | 1905      | Zeilenwohnhaus, Balkone mit reichen floralen Schmiedeeisenkörben, 1905, Architekt Heinrich Gaul | Fotos hochladen                |
| Wohn- und Geschäftshäuser                          | Kaiser-Karl-Ring 24–30, 34 Lage                                                        | 1904–06   | fünfgeschossige Wohn- und Geschäftshäuser, sandsteingegliederte Backsteinbauten, 1904–06, Architekt Peter Scheuren | weitere Bilder Fotos hochladen |
| Kreyßig-Denkmal                                    | Kaiserstraße Lage                                                                      | 1904      | Büste Eduard Kreyßigs, 1904 von Nikolaus Lipp | Fotos hochladen                |
| Wohnhaus                                           | Kaiserstraße 2 Lage                                                                    | 1890      | viergeschossiges Zeilenwohnhaus, Neurenaissance, 1890, Architekten Schumacher und Greiner | Fotos hochladen                |
| Spolien                                            | Kaiserstraße, in Nr. 3 Lage                                                            | 1900–04   | Spolien der Kaiserbrücke, 1900–04, in der Torfahrt zur Bonifaziusstraße | weitere Bilder Fotos hochladen |
| Stadthaus                                          | Kaiserstraße 5 Lage                                                                    | 1936/37   | ehemaliges Gebäude der Reichsbahndirektion; dreiteiliger Flachdachbau, muschelkalkverkleideter Eisenbetonskelettbau mit blockhaften Seitenflügeln, 1936/37, im ersten Geschoss gedeckte Brücke zum ehemaligen Verwaltungsbau | weitere Bilder Fotos hochladen |
| Skulptur                                           | Kaiserstraße, an Nr. 9 Lage                                                            |           | Hausmadonna, auf einer Konsole stehende Kopie einer barocken Muttergottes mit Kind | Fotos hochladen                |
| Wohnhaus                                           | Kaiserstraße 31 Lage                                                                   | 1889      | viergeschossiges späthistoristisches Eckwohnhaus mit Mansarddach, 1889, Architekt Ernst Zehrlaut | Fotos hochladen                |
| Wohnhaus                                           | Kaiserstraße 35 Lage                                                                   | 1883      | anspruchsvolles viergeschossiges Wohnhaus, reicher Neurenaissance-Dekor, wohl von 1883, Architekt Philipp Baum | weitere Bilder Fotos hochladen |
| Wohnhaus                                           | Kaiserstraße 37 Lage                                                                   | 1890      | viergeschossiges Eckwohnhaus mit symmetrischen Fassaden und betonter Ecke, bezeichnet 1890 | Fotos hochladen                |
| Wohnhaus                                           | Kaiserstraße 49 Lage                                                                   | 1895      | späthistoristisches Einfamilienhaus mit ausgebautem Mansarddach, 1895, Architekt August Hock | Fotos hochladen                |
| Evangelische Christuskirche                        | Kaiserstraße 56 Lage                                                                   | 1897–1903 | monumentaler Zentralbau über griechischem Kreuz mit Tambourkuppel, Neurenaissance, Architekt Eduard Kreyßig, vereinfacht vollendet von Franz Fredriksson, nach Kriegsbeschädigungen Wiederherstellung 1953/54, Architekt Otto Vogel; straßen- und stadtteilbildprägend; zugehörig die Pfarrhaus- und Gemeindebauten                            | weitere Bilder Fotos hochladen |
| Wohnhaus                                           | Kaiserstraße 63 Lage                                                                   | 1900      | Einfamilienhaus mit basaltverkleidetem Souterrain, Grundriss und Ausstattung 1900 durch Architekt Philipp Krebs entworfen, Fassadenentwurf von Emanuel von Seidl, München | Fotos hochladen                |
| Wohn- und Geschäftshaus                            | Kaiser-Wilhelm-Ring 8 Lage                                                             | 1894      | viergeschossiges Eckhaus mit ausgebautem Mansarddach, Backsteinfassade, 1894, Architekt Carl Martin Wirth | Fotos hochladen                |
| Wohn- und Geschäftshäuser                          | Kaiser-Wilhelm-Ring 34 und 36, Aspeltstraße 7 Lage                                     | 1906      | fünfgeschossige Wohn- bzw. Wohn- und Geschäftshäuser mit sandsteingegliederten Backsteinobergeschossen mit gotisierenden Formen, halbrunde Ecke, 1906, Architekt Emil Dyrauf | Fotos hochladen                |
| Wohn- und Geschäftshaus                            | Kaiser-Wilhelm-Ring 51 Lage                                                            | 1902      | Viergeschossiges Zeilenwohnhaus mit Gastwirtschaft, späthistoristischer Mansarddachbau, 1902, Architekten Gebrüder Mertes | Fotos hochladen                |
| Wohn- und Geschäftshaus                            | Kaiser-Wilhelm-Ring 82 Lage                                                            | um 1895   | fünfgeschossiges Wohn- und Geschäftshaus, sandsteingegliederter Klinkerbau, Neurenaissance, um 1895 | Fotos hochladen                |
| Wohn- und Geschäftshaus                            | Kreyßigstraße 11 Lage                                                                  | 1905      | fünfgeschossiges Wohn- und Geschäftshaus, 1905, Architekt Philipp Muhl | Fotos hochladen                |
| Wohnblock                                          | Kreyßigstraße 36, Moselstraße 2/4, Richard-Wagner-Straße 15 Lage                       | 1925/26   | Wohnblock mit rundbogigen Erdgeschossfenstern, Erkern und Dreiecksgiebeln, 1925/26 | weitere Bilder Fotos hochladen |
| Wohn- und Geschäftshaus                            | Kurfürstenstraße 7 Lage                                                                | 1885      | späthistoristisches Wohn- und Geschäftshaus, neubarocke Formen, 1885, Architekt Peter Gustav Rühl, Ladeneinbauten 1902 | Fotos hochladen                |
| Leibnizschule                                      | Leibnizstraße 13 Lage                                                                  | 1905      | Eingangsachse mit aufwändigem Dekor, bezeichnet 1905, nach Plänen des Stadtbauamtes | Fotos hochladen                |
| Wohnhaus                                           | Leibnizstraße 14 Lage                                                                  | 1892      | viergeschossiges späthistoristisches Zeilenwohnhaus mit ausgebautem Mansarddach, Neurenaissanceformen, 1892, Architekten Zulehner & Cie | Fotos hochladen                |
| Wohnhaus                                           | Leibnizstraße 24 Lage                                                                  | 1903      | sechsgeschossiges Zeilenwohnhaus, neugotischer Klinkerbau, 1903 | Fotos hochladen                |
| Wohnhaus                                           | Leibnizstraße 28 Lage                                                                  | 1903      | fünfgeschossiges Zeilenwohnhaus, Jugendstil-Anklänge, 1903, Architekt Peter Scheuren | Fotos hochladen                |
| Wohnhaus                                           | Leibnizstraße 30 Lage                                                                  | 1908      | stattliches späthistoristisches Wohnhaus, übergiebelter Kastenerker, Stufengiebel, 1908 | Fotos hochladen                |
| Wohn- und Geschäftshaus                            | Leibnizstraße 31 Lage                                                                  | 1904      | fünfgeschossiges Wohn- und Geschäftshaus, Backstein, Neurenaissance, 1904, Architekt Jacob Prestel | Fotos hochladen                |
| Wohnhaus                                           | Leibnizstraße 33/35 Lage                                                               | 1936      | fünfgeschossiges Doppelhaus mit Mansarddach, Putz und Keramikplatten, 1936, Architekten Ludwig Becker und Anton Falkowski | Fotos hochladen                |
| Wohnhaus                                           | Leibnizstraße 38 Lage                                                                  | 1902      | fünfgeschossiges Wohnhaus, Neurenaissanceformen, um 1902 | Fotos hochladen                |
| Wohnhaus                                           | Leibnizstraße 44 Lage                                                                  | 1916      | fünfgeschossiger Putzbau mit reichem Dekor, 1916, Architekt Emil Dyrauf | Fotos hochladen                |
| Wohn- und Geschäftshaus                            | Leibnizstraße 45 Lage                                                                  | 1909      | fünfgeschossiges Eckhaus mit anspruchsvoller Fassadengliederung, 1909, Architekt Reinhold Weisse | Fotos hochladen                |
| Wohn- und Geschäftshäuser                          | Leibnizstraße 52/54 Lage                                                               | 1910      | zwei Wohn- und Geschäftshäuser mit schlichtgeometrischem Fassadendekor, 1910, Architekt Reinhold Weisse | Fotos hochladen                |
| Wohnhaus                                           | Leibnizstraße 53 Lage                                                                  | um 1905   | schmales Wohnhaus mit originellen Fensterbekrönungen im Erdgeschoss, um 1905 | Fotos hochladen                |
| Goetheschule                                       | Leibnizstraße 67 Lage                                                                  | 1908      | schlichter Putzbau mit aufwändigem Portal, Treppenturm, 1908 | Fotos hochladen                |
| Wohnhaus                                           | Lessingstraße 3 Lage                                                                   | 1904/05   | fünfgeschossiges Zeilenwohnhaus, späthistoristischer Klinkerbau, 1904/05, Architekt Martin Zimmermann | Fotos hochladen                |
| Wohn- und Geschäftshaus                            | Lessingstraße 5 Lage                                                                   | 1905      | viergeschossiges Eckhaus, neugotische Formen, 1905, Architekt Johann Theodor Schmitt; nach Kriegszerstörung Fassade zum Ring und eine Achse zur Lessingstraße erhalten | Fotos hochladen                |
| Wohnhaus                                           | Lessingstraße 11 Lage                                                                  | 1906/07   | fünfgeschossiges Wohnhaus, stilisierte geometrische Jugendstilformen, Oberlichtportal mit bemerkenswertem zweiflügeligem Türblatt, 1906/07, Architekt Johann Theodor Schmitt | Fotos hochladen                |
| Wohn- und Geschäftshaus                            | Mainstraße 41 Lage                                                                     | 1905      | fünfgeschossiges Wohn- und Geschäftshaus, geometrisch-barocke Formen, 1905, Architekten Gebrüder Mertes | Fotos hochladen                |
| Wohnhäuser                                         | Moselstraße 5, 7, 9 Lage                                                               | 1912      | anspruchsvolle symmetrische Anlage mit überhöhtem Mittelbau, neuklassizistische und Heimatstil-Formen, 1912, Architekt Reinhold Weisse; Nr. 7: dreiachsiger kunststeingegliederter Putzbau mit pilastergerahmtem Mittelrisalit | Fotos hochladen                |
| Wohnhaus                                           | Mozartstraße 19 Lage                                                                   | um 1905   | fünfgeschossiges Wohnhaus, Klinkerbau, Jugendstilmotive, um 1905, Architekt Peter Scheuren; zugehörig zweigeschossiges Hinterhaus | Fotos hochladen                |
| Wohnhaus                                           | Nackstraße 9 Lage                                                                      | 1905/06   | fünfgeschossiges späthistoristisches Zeilenwohnhaus, 1905/06, Architekt Karl Hermann | Fotos hochladen                |
| Wohnhaus                                           | Nahestraße 9 Lage                                                                      | 1906/07   | fünfgeschossiges Wohnhaus, 1906/07, Architekten Gebrüder Mertes | Fotos hochladen                |
| Wohn- und Geschäftshaus                            | Neckarstraße 6 Lage                                                                    | 1907      | viergeschossiges Wohn- und Geschäftshaus mit ausgebautem Mansarddach, 1907, Architekt Johann Schreyer | Fotos hochladen                |
| Wohnblock                                          | Pankratiusstraße 24/24a Lage                                                           | 1927      | fünfgeschossiger Wohnblock, Putzflächen und Backsteinbänder, 1927 nach Plänen des städtischen Hochbauamtes | Fotos hochladen                |
| Wohnhaus                                           | Pankratiusstraße 28 Lage                                                               | 1907      | sechsgeschossiges (ursprünglich fünfgeschossiges) späthistoristisches Wohnhaus mit Kastenerker farblich abgesetzte Rahmen und Schmuckformen, 1907, Architekt Heinrich von Schmidt | Fotos hochladen                |
| Wohnhaus                                           | Pankratiusstraße 30 Lage                                                               | 1910      | späthistoristisches Wohnhaus, Backstein- und Putzflächen, 1910, Architekt Emil Dyrauf | Fotos hochladen                |
| Architekturteile                                   | Parcusstraße, an Nr. 3 Lage                                                            | 1893      | Gewände und Türblatt der Torfahrt, Kastenerker, 1893, Architekt Philipp Krebs | Fotos hochladen                |
| Wohnhaus                                           | Parcusstraße 5 Lage                                                                    | 1896      | Geburtshaus der Anna Seghers; fünfgeschossiges späthistoristisches Zeilenwohnhaus, 1896, Architekt Franz Suder | weitere Bilder Fotos hochladen |
| Wohnhaus                                           | Peter-Cornelius-Platz 4 Lage                                                           | um 1900   | dreiachsiges sechsgeschossiges Wohnhaus (oberstes Geschoss neu) mit alternierenden Sandstein- und Klinkerstreifen, neugotische Motive, um 1900 | Fotos hochladen                |
| Wohnhaus                                           | Raimundistraße 2 Lage                                                                  | 1904/05   | fünfgeschossiges Zeilenwohnhaus, neubarocke und Jugendstilformen, 1904/05, Architekt Peter Scheuren | Fotos hochladen                |
| Eisenbahnüberführung                               | Rheinallee Lage                                                                        | 1904      | Eisenbogenbrücke mit eisernem Geländer, 1904, Architekten Merkel und Konsorten | weitere Bilder Fotos hochladen |
| Grüne Brücke                                       | Rheinallee, zwischen Feldbergplatz und Feldbergstraße Lage                             | 1980/81   | Brückenplattform über der Rheinallee, 1980/81, Dieter Magnus, Wackernheim; innerstädtische Kunst- und Naturlandschaft unter Einbeziehung von Pflanzen und Wasser als Gestaltungselement; Feldbergplatz und Schulhof der Feldbergschule teilweise in die Gestaltung mit eingebunden                                                             | weitere Bilder Fotos hochladen |
| Wohnhaus                                           | Rheinallee 6 Lage                                                                      | 1899      | ursprünglich viergeschossiges Zeilenwohnhaus mit betont vertikal gegliederter Fassade, 1899, Architekt Reinhold Weisse | Fotos hochladen                |
| Wohnhaus                                           | Rheinallee 7 Lage                                                                      | 1913      | fünfgeschossiges Zeilenwohnhaus, neuklassizistischer Dekor, 1913, Architekt Jacob Secker; bauzeitliche Einfriedung | Fotos hochladen                |
| Wohnhaus                                           | Rheinallee 8 Lage                                                                      | 1899      | Zeilenwohnhaus mit polygonalem Standerker, 1899, Architekt Reinhold Weisse | Fotos hochladen                |
| Wohnhaus                                           | Rheinallee 9 Lage                                                                      | 1904      | fünfgeschossiges Zeilenwohnhaus mit polygonalem Standerker, 1904, Architekt Peter Gustav Rühl | Fotos hochladen                |
| Wohnhaus                                           | Rheinallee 10 Lage                                                                     | 1902      | fünfgeschossiges Mietshaus in malerisch-altdeutscher Gestaltung, 1902, Architekt Reinhold Weisse | Fotos hochladen                |
| Wohnhaus                                           | Rheinallee 13 Lage                                                                     | 1900      | fünfgeschossiges Zeilenwohnhaus mit überhöhter Mittelachse, 1900, Architekt Johann Schreyer | Fotos hochladen                |
| Wohnhaus                                           | Rheinallee 16 Lage                                                                     | 1899      | ursprünglich fünfgeschossiges Zeilenwohnhaus, barockisierender Jugendstil-Dekor, 1899, Architekt Wilhelm Hahn | Fotos hochladen                |
| Wohnhäuser                                         | Rheinallee 28–34 Lage                                                                  | 1907      | vier fünfgeschossige Häuser mit Jugendstilfassaden, 1907, Architekt Emil Dyrauf | weitere Bilder Fotos hochladen |
| Wohnhaus                                           | Rheinallee 40 Lage                                                                     | 1902      | fünfgeschossiger späthistoristischer Putzbau, neuromanische, neugotische und Neurenaissanceformen, 1902 | Fotos hochladen                |
| Wohnhäuser                                         | Rheinallee 91/93 Lage                                                                  | 1906/07   | zwei fünfgeschossige Wohnhäuser, repräsentative Eckgruppe mit ähnlicher Fassadengliederung, 1906/07, Architekten Gebrüder Mertes | Fotos hochladen                |
| Wohn- und Geschäftshäuser                          | Richard-Wagner-Straße 9, 11, 13 Lage                                                   | 1905      | drei Wohn- und Geschäftshäuser mit gleichartiger Fassadengliederung und unterschiedlichen Detailformen, 1905, Architekt Philip Muhl | weitere Bilder Fotos hochladen |
| Hotel Königshof                                    | Schottstraße 1 Lage                                                                    | 1892/93   | viergeschossiger sandsteingegliederter Klinkerbau, Neurenaissance, 1892/93, Bauunternehmer O. Hauswald | Fotos hochladen                |
| Wohn- und Geschäftshaus                            | Schottstraße 3/5 Lage                                                                  | 1889      | repräsentatives Wohn- und Geschäftshaus, Neurenaissance, bezeichnet 1889, Architekt Franz Suder | Fotos hochladen                |
| Wohnhaus                                           | Sömmerringplatz 5 Lage                                                                 | 1899      | viergeschossiges Zeilenwohnhaus mit Mansarddach, 1899, Architekt Adam Roedler | Fotos hochladen                |
| Wohn- und Geschäftshäuser                          | Sömmerringstraße 2, Neckarstraße 1 Lage                                                | 1906      | Eckbebauung, zwei Wohn- und Geschäftshäuser mit phantasievoll-abstraktem Dekor, 1906, Architekt Peter Scheuren | Fotos hochladen                |
| Fragmente der Hauptsynagoge                        | Synagogenplatz, bei Nr. 1 Lage                                                         | 1910–12   | Fragmente der Vorhallenkolonnade der ehemaligen Hauptsynagoge, 1910–12, Architekt Willy Graf, Stuttgart, sowie Gedenktafel | weitere Bilder Fotos hochladen |
| Wohnhaus                                           | Taunusstraße 5 Lage                                                                    | 1890      | Wohnhaus mit übergiebeltem Erker, Neurenaissance, 1890, Architekt Ludwig Becker | Fotos hochladen                |
| Wohnhaus                                           | Taunusstraße 23 Lage                                                                   | um 1898   | viergeschossiges Wohnhaus, sandsteingegliederter Klinkerbau, um 1898 | Fotos hochladen                |
| Wohnhaus                                           | Taunusstraße 25 Lage                                                                   | um 1895   | viergeschossiges Wohnhaus, Neurenaissanceformen, um 1895; bauzeitliche Einfriedung | Fotos hochladen                |
| Wohnhaus                                           | Taunusstraße 33 Lage                                                                   | um 1900   | viergeschossiger Putzbau mit reichem neubarockem Stuckdekor, um 1900 | Fotos hochladen                |
| Wohnhaus                                           | Taunusstraße 37/39 Lage                                                                | 1896      | Doppelhaus, Backsteinfassaden mit Loggien und Balkonen, 1896, Architekt Johann Görz | Fotos hochladen                |
| Kaponniere V                                       | Taunusstraße 44 Lage                                                                   | 1887      | wehrhaft geschlossener Bau mit zinnenbekröntem Treppenturm und Zinnenkranz, seitlich krenelierte Mauerscheiben mit Durchgängen, 1887 | weitere Bilder Fotos hochladen |
| Lagerhaus                                          | Taunusstraße 59/61 Lage                                                                | ab 1910   | viergeschossiges Lagergebäude mit überhöhtem Mittelrisalit, Stahlbetonskelettbau (System Hennebique) mit Klinkerfassade, ab 1910 in drei Bauabschnitten errichtet | weitere Bilder Fotos hochladen |
| Ladekran                                           | Taunusstraße, an Nr. 59/61 Lage                                                        | 1961      | Stück- und Schüttgutkran mit landseitiger Kranbahn; elektrischer Halbportaldrehkran mit Wippausleger in Fachwerkkonstruktion, 1961 | Fotos hochladen                |
| Frauenlobtor                                       | Taunusstraße, Ecke Frauenlobstraße Lage                                                | 1874/75   | zwei Mauerstücke mit Schießscharten, zwischen den Pfeilern gusseiserne Pfosten, Teil der Rheinkehlbefestigung von 1874/75 | weitere Bilder Fotos hochladen |
| Wohn- und Geschäftshaus                            | Uhlandstraße 2 Lage                                                                    | 1907      | Wohn- und Geschäftshaus mit farblich abgesetzten Rahmen und Schmuckformen, 1907, Architekt Heinrich Schmidt | Fotos hochladen                |
| Wohnhaus                                           | Wallaustraße 77 Lage                                                                   | 1905      | fünfgeschossige Wohnhaus auf geschosshohen Souterrains, 1905, Architekt Ludwig Becker | Fotos hochladen                |
| Wohnhäuser                                         | Wallaustraße 84/86 Lage                                                                | 1905      | fünfgeschossige Wohnhäuser auf geschosshohen Souterrains, 1905, Architekt Philipp Häfner | Fotos hochladen                |
| Stadtreinigungsamt                                 | Zwerchallee 24 Lage                                                                    | nach 1900 | Gebäude des ehemaligen Stadtreinigungsamtes; Verwaltungsgebäude, teilweise Zierfachwerk, Pferdestall, kurz nach 1900 | Fotos hochladen                |